# Равкватль
Равкватль (ахв. РакIвакь) — село в Шамильском районе Дагестана. Входит в состав сельского поселения Урадинский сельсовет.

## Географическое положение
Расположено в 6 км к югу от районного центра села Хебда, на левом берегу реки Гичиноор.

## Население
| 1970 | 1989 | 2002 | 2010 | 2021 |
| ---- | ---- | ---- | ---- | ---- |
| 61   | ↗70  | ↘25  | ↗33  | ↘25  |